# Kiskalmár Éva
Fischer-Kiskalmár Éva (Bukarest, 1953. július 13. –) magyar televízióbemondó, műsorvezető, szerkesztő-riporter, újságíró, tanár.

## Élete
Szülei diplomaták voltak. 1971-ben érettségizett az Óbudai Árpád Gimnáziumban. A római La Sapienza Egyetemen művészettörténetet tanult, utána elvégezte az ELTE BTK magyar-olasz szakát. Az egyetem elvégzése után néhány évig magyar nyelv- és irodalmat, valamint olasz nyelvet tanított a budapesti Árpád Gimnáziumban az újságírói munka mellett, és később négy félévet a BTK olasz tanszékén az olasz tömegtájékoztató eszközök nyelvéről, majd speciális kollégiumot vezetett a TTK tanár szakos hallgatóknak - a helyes magyar beszédet és általában a nyelvhelyességet gyakorolták. 
1977-től 1995-ig a Magyar Rádió szerkesztő-riportereként elsősorban a magyarországi és a nemzetközi zenei élet eseményeiről, jelentős személyiségeiről készített riportokat, műsorokat. 1975 óta újságíró és riporter a nyomtatott sajtóban is. 
1977 júniusától 1988 decemberéig a Magyar Televízió műsorvezetője, bemondója, hírolvasója, riportere volt. Riporter volt például az 1979-es május elsejei ünnepségek idején a Vándor Sándor munkásénekkari fesztivál című műsorban. Vezette a gyerekeknek szóló Idesüss! c. műsort és az 1981-ben indult és 1987-ig közvetített Képmagnósok figyelem! sorozatot. 1986–1987-ben magyar háziasszonya volt az olasz Canale 5 televízióműsornak, az október végétől január közepéig tartó műsorsorozat Magyarországot mutatta be az olasz nézőknek.
Férjének 1995-ben bekövetkezett halála miatt az élete kisiklott, mellékvágányra futott. Az elmúlt nagyjából harminc évben időseket, beteget gondozott, időnként gyerekeket is - Magyarországtól távoli helyeken, sokszor túlságosan is távol (USA, Írország, Egyesült Királyság, Ausztria, Belgium).
2024 szeptember végén úgy döntött, itt az ideje annak, hogy visszatérjen a kaptafához, fölépítse, amit harminc évvel ezelőtt félbehagyott.
Az utolsó külföldi munkahelye idősgondozóként Belgiumban volt. 

## Magánélete
Férje, az 1995-ben elhunyt Fischer Sándor nyelvész, főiskolai beszédtanár volt.

## Publikációi
Többek között az alábbi lapokban jelentek meg írásai:
- Új Tükör
- Magyar Nemzet
- Népszabadság
- Film Színház Muzsika
- Magyar Hírlap
- Esti Hírlap
- Ez a Divat
- Nyelvünk világa (Gondolat Kiadó)
- Megérint, rádtalál – Szerelmes versek (antológia) (Alterra Svájci–Magyar Kiadó – Budapest, 1997)

## Fontosabb rádiós munkái
- Új Zenei Újság (riportok, pl. Lamberto Gardellivel)
- A világ legjelentősebb operaházai (sorozat) (Staatsoper (Bécs), Teatro dell’Opera di Roma, milánói Teatro alla Scala, New York-i Metropolitan Opera, Veronai Aréna stb.)
- Holnap közvetítjük

## Fontosabb televíziós munkái
- Idesüss
- Képmagnósok figyelem!
- Magyar műsorvezető és háziasszony az olasz Canale 5 csatornán (1986–87)